# 山田家住宅 (出雲市)
山田家住宅（やまだけじゅうたく）はかつて島根県出雲市に存在した古民家。出雲市指定文化財に指定されていたものの、2024年に所有者によって解体された。

## 概要
島根県出雲市大津町に所在した松江藩の本陣遺構で、1958年現在にはその南寄りの一部が山田美治宅として使用されていた。山田家はかつて七面山（現・出雲市大津町内）に存在したが、宝暦初年に松江藩の作事大工によって新築移転された。この移転の際に接待用の施設が増築され、松江藩主が出雲大社に参詣するときの本陣として使用できるようになった。
御成門から飛石伝いに土縁を経て座敷に達する配置は、「出雲式」と称される様式で、出雲市平田町の木佐家本陣などとも共通する。また、臼庭の小屋組に特徴があるという。
1960年12月21日、「本陣遺構」として出雲市指定文化財に指定された。21世紀には2007年ごろと2014年の少なくとも2回の公開が行われている。しかし、2024年に所有者によって解体されたことが判明し、これに伴い文化財指定は解除された。